# Michel Bréal
Michel Bréal (26. březen 1832 – 25. listopadu 1915) byl význačný francouzský filolog, autor klasické práce o sémantice Essai de Sémantique z roku 1897.
Studoval sanskrt a gramatiku indoevropských jazyků. Do historie se zapsal jako iniciátor vzniku maratonského běhu při 1. olympijských hrách v Athénách.